# Joan Carles i Amat
Joan Carles i Amat (Monistrol de Montserrat, Bages, 1572 - 10 de febrer de 1642) fou un escriptor, metge i guitarrista català. Fou l'autor del primer tractat musical de guitarra.
Es doctorà en medicina a la Universitat de València probablement el 1595 i visqué una temporada a Lleida. L'any 1600 es casà amb Mònica Ubach Casanovas i no tingueren fills. Fou nomenat físic municipal a Monistrol el 1618. Just quan moria havia iniciat un període com a alcalde del poble. Exercí a València, a Monistrol i després al monestir de Montserrat i és autor d'obres mèdiques que tingueren molta difusió, fins i tot fora del país, amb edicions a Lió (1623) i Ginebra (1656): Fructus medicinae, Tractat de pesta i Tratado de las heridas de la cabeza.
Afeccionat a la música i guitarrista d'excepció, fruit de la seva experiència, s'aventurà a escriure el primer tractat de guitarra, titulat: Guitarra española y vandola, en dos maneras de guitarra castellana y catalana de cinco órdenes, editat a Barcelona el 1586.
L'edició més antiga existent d'aquest tractat és una impressió del 1626 (Lleida : Anglada i Llorens). Inclou l'aprovació i vistiplau del bisbe de Barcelona i una carta de la dedicació d'Amat a Juan de Agua Viva, tots de 1586 (possiblement la data de la primera edició). Una edició corregida del 1639, impresa a Barcelona per Lorenzo Déu, substitueix a la dedicació d'Amat amb una carta adreçada a l'autor per Fray Leonardo de San Martín. En aquesta carta Leonardo lloa les habilitats musicals d'Amat i diu que a l'edat de 7 anys ja tocava i cantava bé. Afirma que Amat va fer 67 anys l'any 1639, el que confirma l'any 1572 com la seva data de naixement.
Les dues edicions inclouen nou capítols en castellà. Els primers set capítols descriuen l'encordat, l'afinació i els trasts i com tocar els dotze acords majors i menors. Aquests estan disposats en un cercle de quintes, numerades de l'1 al 12 i il·lustrades amb un diagrama circular. La transposició es mostra amb les progressions dels acords del Paseo (pasacalles) i Las vacas (romanesca). El capítol 8è explica com acompanyar una línia de baix, a través d'una enginyosa taula inventada per Amat, amb un breu exemple musical que ho il·lustra. El capítol 9è descriu la guitarra de quatre ordres. Aquests dos últims capítols poden haver estat afegits després de la primera edició de 1596.
Al s. XVIII el tractat es va ampliar amb un suplement, Tractat breu, y explicacio dels punts de la guitarra, de cinc capítols, en català. L'edició més antiga que sobreviu amb aquest suplement es va imprimir el 1701, tot i que l'autoria d'Amat no es pot afirmar de manera concloent. El Tractat breu inclou una taula que estableix els acords en tabulatura italiana i dues pàgines de xilografies que il·lustren els acords de la mà esquerra al diapasó. Aquests es disposen segons el sistema de notació d'Amat, però també inclouen símbols de l'albafet italià de guitarra. Al darrer capítol descriu la bandola, un instrument de sis ordres de la família del llaüt. La fama li arribà sobretot amb Quatre-cents aforismes catalans (1636), reimprès en molts llocs de Catalunya fins al segle xix per ser usat com a llibre de lectura a les escoles. Fou sebollit a la parròquia de Monistrol.